# Château de Chihaya
Le château de Chihaya (千早城, Chihaya-jō) était un château japonais construit en 1332 par Kusunoki Masashige (dans ce qui est maintenant le district de Minamikawachi). Composé essentiellement de défenses en bois et de travaux de terrassement, Chihaya est un exemple parfait de la conception des forteresses du Japon de l'époque Nanboku-chō. Situé sur le mont Kongō dans la province de Kawachi, il a survécu au siège de Chihaya en 1333, mais fut conquis plus tard par les forces des shoguns Ashikaga en 1390 puis abandonné.
Avec le Shimo Akasaka-jō (赤坂城), autre forteresse de montagne voisine, Chihaya servit de base pour les opérations de Kusunoki et était au cœur de ses défenses dans ses campagnes contre le clan Hōjō au nom de l'empereur Go-Daigo. Construit un an après le siège d'Akasaka, Chihaya fut intentionnellement conçu pour être plus fort, et quand il fut attaqué l'année suivante en 1333, Kusunoki résista avec succès au siège. Les ponts amovibles faisaient partie des principales caractéristiques défensives du château, avec ses murs en bois, ses défenses en terrassement et sa position stratégique sur le mont Kongō. La forteresse était entourée d'arbres à terre et de rochers qu'on pouvait laisser rouler à flanc de montagne sur une armée approchante, avec des écrans de broussaille pour aider à se protéger des flèches.
À la suite de la défense réussie de 1333, la forteresse vécut dans le calme jusqu'à sa chute en 1390. Bien qu'elle n'ait jamais été détruite à l'issue d'une bataille, il est peu probable qu'en subsistent encore des éléments.

## Galerie

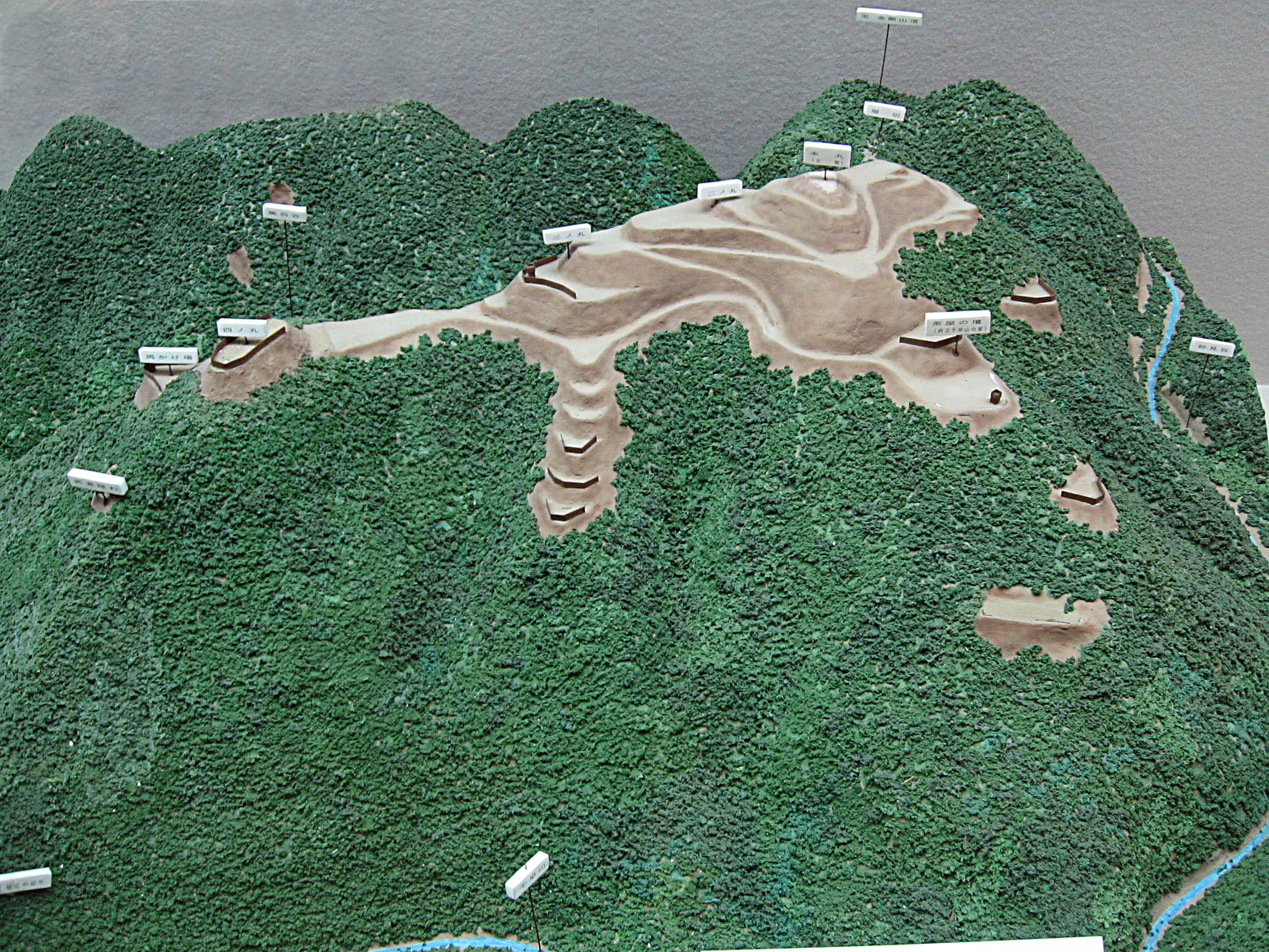
Modèle réduit du château de Chihaya.
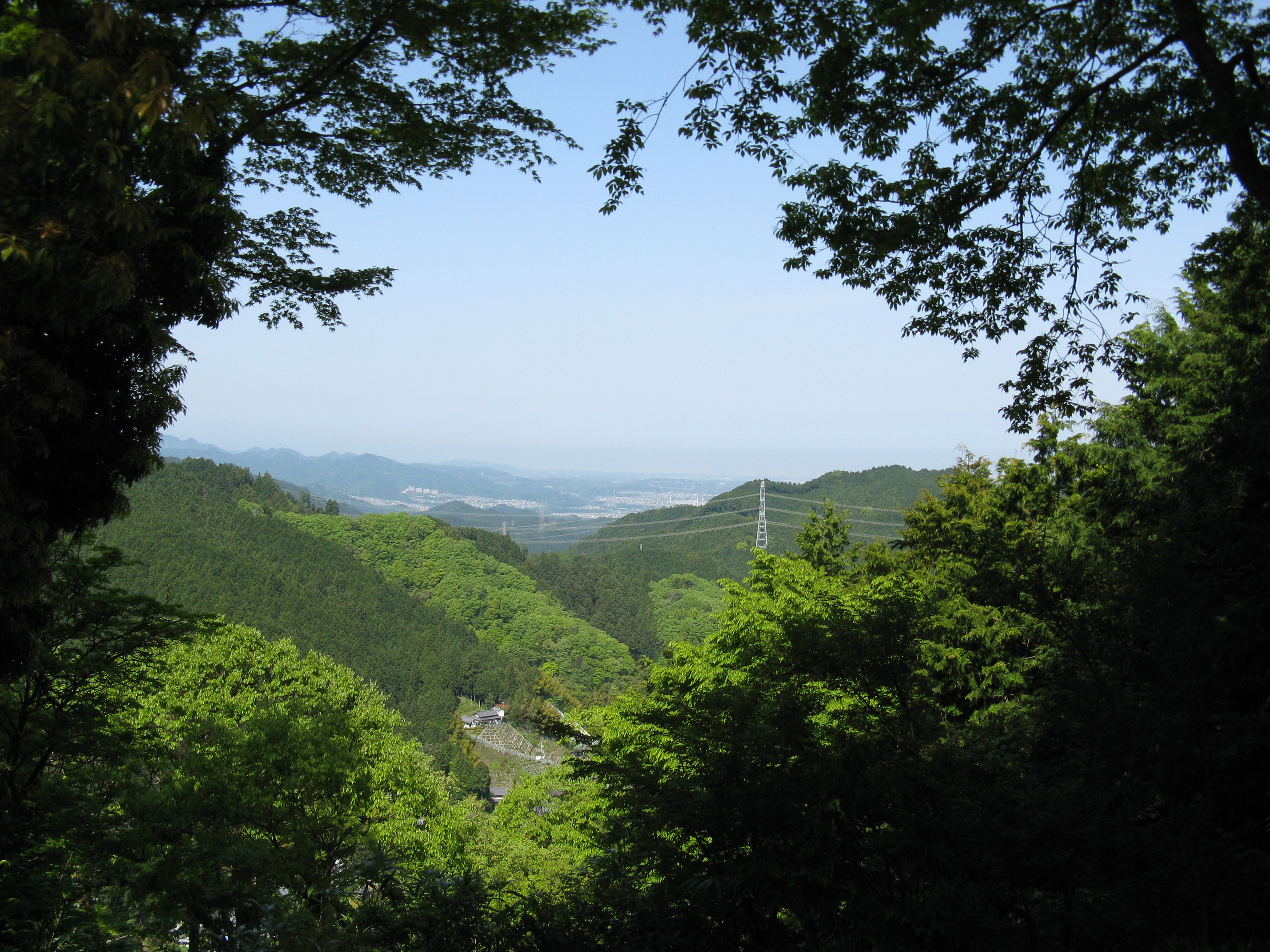
Vue du château.